# Старобільська телещогла
Старобільська телещогла — телекомунікаційна щогла заввишки 239,1 м, споруджена у 1970 році в селі Підгорівка Старобільського району Луганської області.

## Характеристика
Висота вежі становить 239,1 м. Вага конструкцій — 246 т. Висота над рівнем моря — 137 м. Радіус потужності покриття радіосигналом становить 65 км. Прорахунок для DVB-T2 — 245 м.